# Fiançailles en France
Pour les autres articles nationaux ou selon les autres juridictions, voir Fiançailles.
Les fiançailles (tiré du latin confiare signifiant « confier à ») sont, pour un couple, une déclaration d'intention de mariage. Le terme de fiançailles désigne le jour de cette déclaration, ainsi que le temps qui sépare ledit jour de celui du mariage. Ce n'est pas forcément un acte religieux, et une bague de fiançailles matérialise souvent cette décision.

## Généralités
Le Code civil français de 1804 ne reconnait aucune légitimité à la notion de « fiançailles » (qui n'y est d'ailleurs pas mentionnée). On considère qu'il s'agit là d'une « promesse de mariage » qui serait contraire à la liberté matrimoniale des individus. Ainsi, jusqu'à ce que le mariage soit prononcé, les futurs époux gardent donc l'entière liberté de ne pas se marier, les fiançailles ne créent donc aucune obligation dans ce sens. Les fiançailles ne sont pas des actes juridiques, ce sont des faits juridiques susceptibles de produire des effets de droit.

## Rupture fautive
Par principe, en raison de la liberté matrimoniale, la rupture est libre, et n'a pas de conséquences juridiques : la rupture n'est pas une faute en elle-même. Les circonstances de la rupture des fiançailles peuvent cependant causer un dommage indemnisable sur la base de l’article 1240 (anciennement article 1382) du Code civil portant sur la responsabilité civile délictuelle qui s'applique alors. Elle nécessite trois conditions :
- La faute : celle-ci peut résulter de la rupture sans motif sérieux, ou des circonstances entourant la rupture lorsque celle-ci est incorrecte, injurieuse, ou brutale ;
- Le préjudice : le préjudice subi par le fiancé abandonné peut être tant moral (atteinte à l'honneur, déconsidération) que matériel (dépenses en vue du mariage, frais pour la vie conjugale future). Mais le gain manqué ou la perte d'une chance de situation ne constitue pas un préjudice réparable ;
- Lien de causalité : la plus importante des conditions, car non seulement il faut prouver la faute du (de la) fiancé(e), mais il faut montrer qu'il existe un lien entre les deux fiancés.

## Restitution des cadeaux
La restitution des cadeaux est régie par l'article 1088 du code civil qui dispose que : « toute donation faite en faveur du mariage sera caduque, si le mariage ne s'ensuit pas ».
Ainsi, les cadeaux offerts doivent être restitués, rupture fautive ou non. Cependant il existe des exceptions. Il arrive que la jurisprudence décide parfois que ces cadeaux pourront être conservés au titre de réparation s’il y a eu faute de l’auteur de la rupture, ou décès. Les présents d'usage définis par l'arrêt du 30 décembre 1952 (présents offerts à une occasion particulière dont la valeur est modique eu égard à la fortune  et au train de vie du donateur) sont conservés. Si la bague de fiançailles est de faible valeur, elle est conservée par la fiancée. Si elle a une valeur importante, elle est restituée. Il demeure une exception en cas de mort du fiancé ou encore en cas de rupture fautive, il n’y a pas restitution. Enfin, si la bague de fiançailles est un bijou de famille défini par l'arrêt du 20 juin 1961 (un bien précieux, d’une réelle valeur et qui a une origine familiale), elle doit être restituée quelle que soit la faute et l'auteur de la faute.

## Décès d'un des fiancés
Le décès d'un des fiancés permet au survivant d'obtenir réparation du préjudice matériel ou moral causé par la mort du défunt.
Le décès d'un des fiancés permet également au survivant d'obtenir un mariage posthume.